# Brits-Somaliland
Brits-Somaliland (Somalisch: Dhulka Biritishka ee Soomaaliya, Arabisch:  الصومال البريطاني Al-Sumal Al-Britaniy) was een protectoraat van het Verenigd Koninkrijk in de Hoorn van Afrika. De hoofdstad was Hargeisa. Naast Brits-Somaliland bestond hier ook Frans-Somaliland (thans Djibouti) en Italiaans-Somaliland. Brits-Somaliland werd in 1960 onafhankelijk.

## Geschiedenis
Het gebied werd rond 1874 veroverd door Egypte dat zich in 1887 terugtrok wegens een conflict in Soedan. In datzelfde jaar vestigde het Verenigd Koninkrijk, dat aan de overkant van de Rode Zee een kolonie had in Aden,  hier een protectoraat om hun bevoorrading veilig te stellen. Het werd aanvankelijk bestuurd als onderdeel van Brits-Indië. Van 1898 tot 1905 werd het gebied bestuurd door het Britse Ministerie van Buitenlandse Zaken (Foreign Office), vanaf 1905 door Koloniale Zaken (Colonial Office). Militair gezien viel het onder het garnizoen van Aden. De Britten noemden het gebied wel "Aden's butcher's shop" ("de slagerij van Aden"), omdat het vlees leverde voor het garnizoen in Aden.
Van 1899 tot 1920 voerden de Britten, samen met de Italianen, Fransen en Ethiopiërs strijd tegen Mohammed Abdullah Hassan, de sultan van de Somalische Derwisjstaat, die de Europeanen en Ethiopiërs als bezetters zag. Tot aan de Eerste Wereldoorlog vonden vier expedities plaats tegen Mohammed Abdullah Hassan, die door de Britten The Mad Mullah werd genoemd. De Britten werden gedwongen om zich terug te trekken naar de kust. Pas na de Eerste Wereldoorlog lukte het de Britten het verzet te breken. De hoofdstad werd gebombardeerd, hierbij werden voor het eerst in Afrika militaire vliegtuigen ingezet, een tactiek waarmee tijdens de Wereldoorlog ervaring was opgedaan in Frankrijk.
Op 3 augustus 1940 vielen gemechaniseerde Italiaanse troepen het gebied binnen vanuit Italiaans-Somaliland. Aan Italiaanse zijde vochten ook afstammelingen mee van de derwish-strijders van Mohammed Abdullah Hassan. De Britse troepen waren geen partij voor de Italiaanse overmacht en op 17 augustus 1940 evacueerden de Britten hun troepen via de haven van Berbera naar Aden. Omdat ze relatief weinig verliezen hadden geleden meende Winston Churchill dat er niet hard genoeg was gevochten. Generaal Archibald Wavell vond het juist een evacuatie volgens het boekje wegens numeriek overwicht van de tegenstander. Hij zou Churchill, onder verwijzing naar de informele naam voor Brits-Somaliland, hebben voorgehouden dat een bebloede slagersrekening nog geen bewijs was voor goede tactiek.
In maart 1941 heroverden troepen van het Verenigd Koninkrijk en het Brits Gemenebest het gebied weer ("Operation Appearence"), maar een deel van de Italianen voerde een guerrilla-oorlog tegen de Britten, die tot de zomer van 1942 duurde.
Op 26 juni 1960 werd Brits-Somaliland onafhankelijk. Toen Italiaans-Somaliland op 1 juli van datzelfde jaar onafhankelijk werd, fuseerden beide staten na een referendum tot Somalië.
In 1991 verklaarde het voormalige Brits-Somaliland zich onafhankelijk van Somalië. Het staat sindsdien bekend als Somaliland maar is internationaal nog niet erkend als onafhankelijke staat.